# Лазац
Лазац је насељено место града Краљева у Рашком округу. Према попису из 2022. било је 506 становника.
Овде се налази Окућница Славка Радојичића у Ласцу.

## Историја
У Ласцу се налазе два значајна локалитета. У Горњем Ласцу је током осамдесетих година почело истраживање локалитета Турска црква, на ком су остаци средњовековне некрополе. Међу највредније налазе са средњовековне некрополе спадају и наушнице тзв. кијевског типа (наушнице са три једнаке јагоде), датоване у период од 12. до 13. века. Даљим археолошким истраживањима овог локалитета пронађени су и фрагменти неолитске керамике, као и керамике античког порекла, датиран у 3. и 4. век. Овде је пронађен и фрагмент жртвеника посвећен Јупитеру из 3. века. Алатке пронађене на овом локалитету, попут делова тесле и стругача, уз помоћ пратећих остатака керамике, врсти сировина и технологији окресивања, датовани су у време старчевачке и позновинчанске културе и евентуално у време енеолитске експлоатације сировина.
На подручју Доњег Ласца је 1994. године откривена средњовековна некропола на локалитету Џиновско гробље. Овај локалитет се налази на левој обали Лазачке реке. Млађи гробови потичу из прве половине 16. века, док најстарији средњовековни гробови потичу из 12. века. На овом локалитету је пронађен и праисторијски културни слој. Остаци керамике по својим карактеристикама припадају старчевачкој и винчанској култури.
Школа је била подигнута почетком 1930-тих, међутим тадашњи учитељ Мартин Ангебрант, кога су сељаци много ценили, ухапшен је 1934. због фалсификоване дипломе. У разбојничком нападу на благајника општине убијена је његова сестричина 1936.

## Демографија
У насељу Лазац живи 749 пунолетних становника, а просечна старост становништва износи 47,8 година (47,0 код мушкараца и 48,7 код жена). У насељу има 299 домаћинстава, а просечан број чланова по домаћинству је 2,89.
Ово насеље је великим делом насељено Србима (према попису из 2002. године).
|  |

| Демографија | Демографија | Демографија |
| Година      | Становника  | Становника  |
| ----------- | ----------- | ----------- |
| 1948.       | 1.492       |             |
| 1953.       | 1.528       |             |
| 1961.       | 1.478       |             |
| 1971.       | 1.349       |             |
| 1981.       | 1.225       |             |
| 1991.       | 1.069       | 1.036       |
| 2002.       | 865         | 914         |

| Етнички састав према попису из 2002.‍ | Етнички састав према попису из 2002.‍ | Етнички састав према попису из 2002.‍ | Етнички састав према попису из 2002.‍ | Етнички састав према попису из 2002.‍ |
| ------------------------------------ | ------------------------------------ | ------------------------------------ | ------------------------------------ | ------------------------------------ |
|                                      |                                      |                                      |                                      |                                      |
| Срби                                 | Срби                                 |                                      | 855                                  | 98,84%                               |
| Хрвати                               | Хрвати                               |                                      | 3                                    | 0,34%                                |
| Црногорци                            | Црногорци                            |                                      | 1                                    | 0,11%                                |
| Немци                                | Немци                                |                                      | 1                                    | 0,11%                                |
| Македонци                            | Македонци                            |                                      | 1                                    | 0,11%                                |
| Бугари                               | Бугари                               |                                      | 1                                    | 0,11%                                |
| Бошњаци                              | Бошњаци                              |                                      | 1                                    | 0,11%                                |
| непознато                            | непознато                            |                                      | 1                                    | 0,11%                                |

| Година пописа     | 1948. | 1953. | 1961. | 1971. | 1981. | 1991. | 2002. |
| ----------------- | ----- | ----- | ----- | ----- | ----- | ----- | ----- |
| Број домаћинстава | 300   | 300   | 359   | 355   | 339   | 332   | 299   |

| Број чланова      | 1  | 2  | 3  | 4  | 5  | 6  | 7 | 8 | 9 | 10 и више | Просек |
| ----------------- | -- | -- | -- | -- | -- | -- | - | - | - | --------- | ------ |
| Број домаћинстава | 74 | 78 | 53 | 37 | 29 | 17 | 7 | 4 | 0 | 0         | 2,89   |

| Пол    | Укупно | Неожењен/Неудата | Ожењен/Удата | Удовац/Удовица | Разведен/Разведена | Непознато |
| ------ | ------ | ---------------- | ------------ | -------------- | ------------------ | --------- |
| Мушки  | 385    | 103              | 238          | 35             | 9                  | 0         |
| Женски | 390    | 47               | 231          | 104            | 8                  | 0         |
| УКУПНО | 775    | 150              | 469          | 139            | 17                 | 0         |

| Пол    | Укупно                    | Пољопривреда, лов и шумарство | Рибарство                            | Вађење руде и камена | Прерађивачка индустрија       |
| ------ | ------------------------- | ----------------------------- | ------------------------------------ | -------------------- | ----------------------------- |
| Мушки  | 228                       | 146                           | 0                                    | 0                    | 30                            |
| Женски | 119                       | 89                            | 0                                    | 0                    | 7                             |
| УКУПНО | 347                       | 235                           | 0                                    | 0                    | 37                            |
| Пол    | Производња и снабдевање   | Грађевинарство                | Трговина                             | Хотели и ресторани   | Саобраћај, складиштење и везе |
| Мушки  | 1                         | 13                            | 11                                   | 0                    | 9                             |
| Женски | 0                         | 1                             | 6                                    | 3                    | 2                             |
| УКУПНО | 1                         | 14                            | 17                                   | 3                    | 11                            |
| Пол    | Финансијско посредовање   | Некретнине                    | Државна управа и одбрана             | Образовање           | Здравствени и социјални рад   |
| Мушки  | 1                         | 1                             | 4                                    | 6                    | 3                             |
| Женски | 0                         | 0                             | 1                                    | 6                    | 2                             |
| УКУПНО | 1                         | 1                             | 5                                    | 12                   | 5                             |
| Пол    | Остале услужне активности | Приватна домаћинства          | Екстериторијалне организације и тела | Непознато            | Непознато                     |
| Мушки  | 1                         | 0                             | 0                                    | 2                    | 2                             |
| Женски | 2                         | 0                             | 0                                    | 0                    | 0                             |
| УКУПНО | 3                         | 0                             | 0                                    | 2                    | 2                             |